# Protarchella acheenensis
Protarchella acheenensis är en fjärilsart som beskrevs av Diakonoff 1983. Protarchella acheenensis ingår i släktet Protarchella och familjen vecklare. Inga underarter finns listade i Catalogue of Life.